# Schizoglossum scyphostigma
Schizoglossum scyphostigma är en oleanderväxtart som beskrevs av Karl Moritz Schumann. Schizoglossum scyphostigma ingår i släktet Schizoglossum och familjen oleanderväxter. Inga underarter finns listade i Catalogue of Life.